# Stumpfliches Knospenmoos
Das Stumpfliche Knospenmoos (Acaulon muticum) ist eine Art aus der Familie der Pottiaceae und wie deren meiste Vertreter ein auf Erde siedelndes Moos. Typisch ist der knospenförmige Wuchs, mit einer in die Blätter eingesenkten Sporenkapsel. Wegen seiner geringen Größe wird die Art häufig leicht übersehen.

## Beschreibung
Das Stumpfliche Knospenmoos ist ein kurzlebiges Moos, das in kleinen Herden wächst. 
Die Art ist autözisch oder diözisch. Die weiblichen Pflanzen werden etwa 2 bis 2,5 Millimeter hoch und besitzen eine knospenförmige Beblätterung. Die olivgrün bis rotbraun gefärbten Blätter sind eiförmig hohl und besitzen eine in der Spitze endende, bis kurz austretende Rippe. Die Perichaetialblätter sind im oberen Teil unregelmäßig gezähnt und umschließen die sitzende, kleistokarpe Sporenkapsel. Auf der sehr kurzen, geraden Seta sitzt die rotbraun gefärbte, kugelige Kapsel mit einem sehr kleinen, abgestumpften Spitzchen. Ihr sitzt eine kleine, mützenförmige Kalyptra auf. Die feinwarzigen Sporen sind bräunlich mit einem Durchmesser von 25 bis 50 μm. Sporophyten sind regelmäßig und reichlich entwickelt. Die Sporenreife erfolgt im Spätherbst bis zum Frühjahr. Anschließend stirbt die Pflanze ab.

## Verbreitung und Ökologie
Die konkurrenzschwache Art bevorzugt lichtreiche, offenerdige Standorte mit tonigen bis lehmigen, kalkarmen, aber basenreichen Böden. Sie tritt vorwiegend auf Stoppel- und Brachäckern als typische Ackermoosart auf, kommt jedoch auch auf anderen lichten Standorten vor, wie beispielsweise an Wegböschungen und in lückigen Wiesen.
Ihr ökologisches Verhalten lässt sich anhand der Zeigerwerte nach Ellenberg folgendermaßen charakterisieren: L 9, T 5, K 5, F 7 und R 5.
Das Stumpfliche Knospenmoos kommt in Europa von Südfinnland und Südnorwegen bis in den Mittelmeerraum vor.
Es handelt sich bei dieser Art nach dem Lebensstrategiemodell von During um eine annuelle Pendlerpflanze. Dieser Strategietyp ist durch eine sehr kurze Lebensdauer gekennzeichnet, während der wenige große Sporen (mit einer Größe > 20 μm) produziert werden. Arten dieses Typs treten vorwiegend in Habitaten auf, die kurzzeitig passende Lebensbedingungen bieten.

## Vergesellschaftung
Pflanzensoziologisch ist das Stumpfliche Knospenmoos eine  kennzeichnende Art des Verbandes Phascion cuspidati Waldh. ex v. Krus. 1945. Sie tritt vorwiegend zusammen mit dem Gespitzten Glanzmoos (Phascum cuspidatum), welche die namensgebende Art für den Verband ist, dem Rötlichen Birnmoos (Bryum rubens), dem Abgestutzten Pottmoos (Pottia truncata), dem Blaugrünen Sternlebermoos (Riccia glauca), dem Staubfrüchtigen Sternlebermoos (Riccia sorocarpa), dem Schleiersporigen Tagmoos (Ephemerum minutissimum) und dem Acker-Kleingabelzahnmoos (Dicranella staphylina) in der Assoziation des Pottietum truncatae v. Krus. 1945 auf.

## Gefährdung und Schutz
Die Art wird in Deutschland als mäßig häufig eingestuft. Aufgrund des starken Rückgangs geeigneter Habitate, vor allem von Stoppelfeldern in der Landwirtschaft, wird Acaulon muticum in der Roten Liste der Pflanzen Deutschlands als gefährdet (Kategorie 3) eingestuft.